# Военный переворот в Ираке (1963)
Переворот 8 февраля 1963 года  (араб. حركة 8 شباط 1963‎), Рамадановая революция (араб. ثورة رمضان‎) — военный переворот в Ираке, в результате которого был свергнут режим генерала Абдель-Керима Касема, и к власти пришла партия Баас под руководством генерала Ахмеда Хасана аль-Бакра, занявшего пост премьер-министра, и полковника Абдель-Салама Арефа, ставшего президентом. Лидеры переворота и его сторонники рассматривали его не как путч, но под традиционным для Ближнего Востока термином «корректирующий путь революции».

## Предпосылки
После июльской революции в стране постепенно нарастали разногласия между пришедшей к власти организацией Свободных офицеров и националистическими силами. Противоречия обострились после того, как Баас и панарабские националисты под руководством Абдель-Салама Арефа потребовали немедленного объединения с Объединённой Арабской Республикой. В свою очередь Коммунистическая партия Ирака, выступавшая против такого объединения, предлагала компромиссный вариант сотрудничества в экономике, культуре и науке, но без политического и военного объединения.
Отношения Касема как с его соратниками из Свободных офицеров, так и с националистическими и профсоюзными кругами, сыгравшими значительную роль в революции 1958 года, постепенно осложнялись. Ухудшались и отношения с коммунистической партией. Несмотря на её стремление к коалиции с Касемом, тот посчитал, что коммунистические союзники предадут его, и начал предпринимать усилия по их ослаблению, приказав разоружить партию и арестовать ряд её лидеров.
Целый ряд внутренних и внешних политических факторов привёл к вызреванию предпосылок свержения Абдель-Керима Касема. По мнению некоторых, это было вызвано его индивидуализмом, чрезмерными репрессиями и казнями местных лидеров, а также насилием со стороны коммунистического ополчения, действовавшего в союзе с Касемом. Ещё одной возможной причиной послужил конфликт с Абдель-Саламом Арефом, помещённым по указанию Касема под домашний арест. Укреплению политической оппозиции режиму Касема способствовала и его поддержка переворота в Сирии, приведшего к распаду ОАР.

## Переворот

Казнь Абдель-Керима Касема (лежит у стены) и двух генералов в телестудии

Свержение Касема произошло 8 февраля 1963 года, в четырнадцатый день месяца Рамадан. Переворот планировался ещё с 1962 года, однако несколько запланированных его попыток отменялись из-за опасений преждевременного раскрытия заговора. Изначально планировалось осуществить переворот 18 января, затем дата была перенесена на 25 января, а потом снова перенесена на 8 февраля после того, как Касем узнал о заговоре и арестовал ряд его участников.
Путч начался ранним утром 8 февраля, когда на пороге своего дома был убит главком ВВС коммунист Джалаль Авкати, а танки и БТРы повстанцев захватили радиостанцию в Абу-Грейбе. В течение двух дней происходили ожесточённые бои между повстанцами и верными Касему войсками. Сам Касем укрывался в здании Министерства обороны, где бои были особенно тяжёлыми. Тем временем сторонники коммунистов вышли на улицы, протестуя против переворота, что только увеличило количество жертв.
На следующий день, 9 февраля, Касем связался с путчистами и предложил сдаться в обмен на жизнь, что ему и было обещано. После чего он со своими генералами и другими сторонниками покинул здание и сдался путчистам. Касема, а также двух его генералов Таху аш-Шейх Ахмеда и Фадиля аль-Махдави посадили в бронетранспортёр и привезли в здание телевидения и радио, где их ждали организаторы переворота Абдель-Салам Ареф и Ахмед Хасан аль-Бакр. Над ними организовали длившийся 40 минут суд, приговоривший их к смертной казни. Окровавленный труп Касема на протяжении нескольких дней транслировали по телевидению.

## Последствия
В результате переворота к власти пришла коалиция националистов и правого крыла партии Баас. Пост президента занял вернувшийся из ФРГ Абдель-Салам Ареф, а премьер министра — Ахмед Хасан аль-Бакр. За переворотом последовали тяжёлые репрессии против коммунистов и других сторонников Касема. Репрессии осуществлялись силами сформированной Национальной гвардии. С февраля по ноябрь было убито около 5 тысяч человек, а более 10 тысяч брошены в тюрьмы. В их числе был и генеральный секретарь коммунистической партии Салям Адиль.
Уже к сентябрю 1963 года в руководстве Баас обостряются противоречия, в результате которых Ареф воспользовался сложившейся ситуацией и 18 ноября при поддержке военных организовал новый государственный переворот, отстранив баасистов от власти и установил в стране режим военной диктатуры.